# Zac Incerti
Zac Incerti, né le 13 juillet 1996 à Broome, est un nageur australien.

## Biographie
Originaire de Broome, Zac Incerti a déménagé à Perth à l'âge de 13 ans et n'a commencé à faire de la natation de compétition qu'à l'âge de 18 ans. Il s'est qualifié pour sa première compétition senior en 2017 en terminant quatrième au 100 m nage libre aux essais nationaux et obtenu sa place dans le relais 4 × 100 m nage libre qui finira 8e aux championnats du monde de natation 2017.
Spécialiste du dos crawlé, il a décroché une médaille de bronze aux Jeux du Commonwealth 2018 au 50 m dos. En 2021, il est un des nageurs du relais nage libre australien aux Jeux olympiques de 2020 ; le relais australien reporte deux médailles de bronze sur 4 × 100 m et 4 × 200 m nage libre. 

## Palmarès

### Jeux olympiques
- Jeux olympiques de 2020 à Tokyo ( Japon) :
  -  Médaille de bronze du relais 4 × 100 m nage libre hommes
  -  Médaille de bronze du relais 4 × 200 m nage libre hommes

### Championnats du monde
- Budapest 2022
  -  Médaille d'or du relais 4 × 100 mètres nage libre mixte (participe uniquement aux séries)
  -  Médaille d'argent du relais 4 × 200 mètres nage libre